# Bythaelurus lutarius
Bythaelurus lutarius е вид хрущялна риба от семейство Scyliorhinidae.

## Разпространение
Видът е разпространен в Мозамбик и Сомалия.